# 宗教的自由主義
宗教的自由主義または宗教的リベラリズム （英語: Religious liberalism）は、宗教におけるコンセプト、教義の一つで、自由や合理性を強調するもの。個人の宗教に対する態度として、伝統的な教義、正統教義と対照的であり、原理主義に対しては明確に反対の立場をとるものである。これは他宗教の信徒への寛容を説く信教の自由に通じるものともいえるが、すべての宗教的自由主義者が信教の自由に賛同しているわけではなく、その逆もまた然りである。

## 概要
宗教的自由主義における「自由主義」の概念は、啓蒙時代に発展した古典的自由主義に端を発している。これの内容は宗教的自由主義と、現代一般に自由主義として知られる政治的自由主義の2つを包含しているが、両者における「自由主義」の方向性は必ずしも一致してはいない。1973年にアメリカ・イリノイ州で行われた、宗教的自由主義と政治的自由主義の関連性を示そうと試みた実証研究は不完全なものに終わった
宗教哲学の文脈における「リベラリズム」という命題は19世紀中ごろ以降に現れ、20世紀前半に確立された。例えば哲学教授でディサイプルス派の指導者エドワード・スクリブナー・エーブズは、1936年に「宗教におけるリベラリズム」と題した論説を発表した。
現代的な信条を拒絶する宗教的伝統主義者のみならず、世俗主義者からも、理性主義や批判的思考を宗教に取り入れようと試みる宗教的自由主義が批判されることがある。
18世紀後半以降の啓蒙時代に現れた自由主義神学は、近代のキリスト教神学の発展を包括する立場である。これは西洋を中心に多くの教派で主流となったが、一方でこれに反発するキリスト教根本主義が生まれ、また啓蒙神学やモダニズム神学の流入が遅れた東方教会圏では大きな広がりを見せなかった。
カトリック教会では、宗教的自由主義をめぐって長きにわたり論争が続けられてきた。19世紀の穏健な改革派として知られるジョン・ヘンリー・ニューマン枢機卿は、信徒の教育を主張し教皇不可謬説に疑義を呈する一方で、宗教的自由主義についてはこれを相対主義を助長するものとして批判した。聖公会の伝道者C.S.ルイスも、自由主義神学は本来のキリスト教と根本的に異なるものであり、「キリスト教の再発明」のようなものであると批判している。
19世紀初頭以降、キリスト教自由主義神学の影響を受けて、ドイツ・ユダヤ人の宗教改革者たちはユダヤ教に批判的思考やヒューマニズムなどの要素を取り入れていった。これにより近代以降のユダヤ教は穏健的な保守派から急進的な改革派まで極めて多岐にわたる改革分派が発生し、正統派の中でも現代正統派ユダヤ教は同様の宗教的自由主義的なものや世俗的なものを多く取り込んでいる。
西欧のキリスト教やユダヤ教は、18世紀以降、さらに遡ればルネサンス期、宗教改革・反宗教改革期から、信徒の世俗化、現代化に立ち向かわなければならなくなった。一方イスラーム教や中東・東欧の伝統的ユダヤ教・キリスト教へは、啓蒙主義哲学の影響が少なかった。現代イスラーム教においては、Progressive British Muslims（2005年のロンドン同時爆破事件をきっかけに結成、2012年解散）、British Muslims for Secular Democracy（2006年結成）、Muslims for Progressive Values（2007年結成）などが生まれ、自由主義的イスラーム教改革が取り組まれている。
東洋の宗教も宗教的自由主義の影響が表れてくるのはかなり後年になってからである。19世紀、ヒンドゥー教ではイギリス領インドでにヒンドゥー改革運動が、仏教では日本で明治維新をきっかけに仏教モダニズムが生まれ、後者は20世紀に禅の要素を中心に海外へ広まった。

## ユニテリアンにおける自由主義宗教
自由主義宗教 (英語: liberal religion)という命題は、主にユニテリアン主義者やユニテリアン・ユニヴァーサリストが自らを規定するために好んで用いているが、 この要素はユニテリアン主義に限ったものではない。 1939年から1949年にかけて、ユニテリアン・ミニステリアル連合、ミードビル神学校、ユニヴァーサリスト・ミニステリアル協会の協力でhe Journal of Liberal Religion （編集者ジェームズ・ルーサー・アダムス）が出版されていた。半世紀後の1999年から2009年にかけて、このジャーナルはオンライン上で復活した。